# Hydroides albiceps
Hydroides albiceps är en ringmaskart som först beskrevs av Grube 1870.  Hydroides albiceps ingår i släktet Hydroides och familjen Serpulidae. Inga underarter finns listade i Catalogue of Life.